# Ministerio del Ejército (España)
El  Ministerio del Ejército fue el departamento ministerial encargado del ejército de tierra en España durante la Dictadura franquista. 
Al finalizar la guerra civil española fue creado en 1939 por Ley de 8 de agosto de 1939, cuya organización y funciones quedaron reguladas posteriormente. Existió hasta 1977 en que se suprimió con el R.D. 1558/77, de 4 de julio, cuando el presidente del gobierno Adolfo Suárez creó el Ministerio de Defensa que integró a los ministerios del Aire, Ejército y Marina.

## Historia
Sus orígenes hay que buscarlos en el Ministerio de la Guerra, organismo que había existido desde el siglo XIX hasta la Segunda República Española, coincidiendo con el inicio de la guerra civil española y la reorganización de la estructura gubernamental. En el Primer gobierno franquista (1938) fue constituido un Ministerio de Defensa Nacional a las órdenes del entonces comandante del Ejército del Norte, Fidel Dávila Arrondo. Quedaban agrupados bajo su control las tres ramas de las Fuerzas Armadas: Ejército, Armada y Aviación. Finalmente desaparecería cuando el 8 de agosto de 1939, tras el final de la Guerra civil, se crearon los Ministerios de Aire, Ejército y Marina. El 22 de septiembre se organizó la estructura orgánica del nuevo departamento ministerial.
Transcurrido el tiempo este Ministerio se convirtió en un gigante burocrático, prácticamente cerrado a la sociedad y el país que iban evolucionando progresivamente. Cada año que transcurría se convirtió en un organismo lento, sin siquiera un criterio administrativo normalizado y unificado debido a las contradicciones internas de sus distintos departamentos y las múltiples competencias que cada uno de ellos tenían. La ineficacia administrativa llegó al punto de que en ocasiones los departamentos del Ministerio encontraban problemas para coordinar a las Regiones Militares unas con otras. Se convertía así en el exponente de una oficina burocrática donde era posible obtener algún puesto o cargos administrativos en función a los servicios prestados al régimen, o al nepotismo rampante que imperaba en el seno del Ejército.
Persistió hasta 1977 en que se suprimió con el Real Decreto 1558/77 de 4 de julio, cuando el presidente del gobierno Adolfo Suárez creó el Ministerio de Defensa que integró a los ministerios del Ejército, Aire y Marina durante la Transición política.

## Estructura orgánica
El 22 de septiembre de 1939 se organizó la estructura del Ministerio, quedando compuesto de los siguientes departamentos:
- Estado Mayor del Ejército
- Secretaría General
- Direcciones Generales: Enseñanza Militar, Reclutamiento y Personal, Industria y Material, Transportes, Servicios y Mutilados de Guerra
- Inspección General de Fortificaciones
- Inspección General de la Guardia Civil y Carabineros
- Consejo Superior del Ejército
- Consejo Supremo de Justicia Militar

El nuevo Consejo Supremo de Justicia Militar recuperó funciones y facultades del antiguo Consejo Supremo de Guerra y Marina, desaparecido durante la Segunda República a raíz de la llamada Ley Azaña. Las competencias de este tribunal no se limitaban solo al Ejército de Tierra, sino también sobre la Armada y el Ejército del Aire. Además, implicó el restablecimiento pleno del Código de Justicia Militar de 1890.
En el caso de la Guardia Civil, esta quedó sujeta al Ministerio del Ejército «en todo lo referido a su organización, disciplina, armamento y personal», pero también dependía en otros ámbitos del Ministerio de la Gobernación y del Ministerio de Hacienda. Los Carabineros quedaron integrados en la Guardia Civil en 1940 y desaparecieron, mientras que en 1941 la nueva Policía Armada también quedó sujeta al Ejército en algunos ámbitos.

## Ministros titulares

### Dictadura franquista
| Nombre | Nombre                           | Retrato                          | Mandato                 | Mandato                 | Partido político    | Gobierno                          | Gobierno |
| ------ | -------------------------------- | -------------------------------- | ----------------------- | ----------------------- | ------------------- | --------------------------------- | -------- |
|        | José Enrique Varela              |                                  | 9 de agosto de 1939     | 3 de septiembre de 1942 | Movimiento Nacional | II Gobierno de Francisco Franco   |          |
|        | Carlos Asensio Cabanillas        |                                  | 3 de septiembre de 1942 | 20 de julio de 1945     | Movimiento Nacional | II Gobierno de Francisco Franco   |          |
|        | Fidel Dávila Arrondo             |                                  | 20 de julio de 1945     | 19 de julio de 1951     | Movimiento Nacional | III Gobierno de Francisco Franco  |          |
|        | Agustín Muñoz Grandes            |                                  | 20 de julio de 1951     | 25 de febrero de 1957   | Movimiento Nacional | IV Gobierno de Francisco Franco   |          |
|        | Antonio Barroso y Sánchez Guerra |                                  | 25 de febrero de 1957   | 10 de julio de 1962     | Movimiento Nacional | V Gobierno de Francisco Franco    |          |
|        | Pablo Martín Alonso              |                                  | 10 de julio de 1962     | 11 de febrero de 1964   | Movimiento Nacional | VI Gobierno de Francisco Franco   |          |
|        | Pedro Nieto Antúnez interino     |                                  | 11 de febrero de 1964   | 20 de febrero de 1964   | Movimiento Nacional | VI Gobierno de Francisco Franco   |          |
|        | Camilo Menéndez Tolosa           |                                  | 11 de febrero de 1964   | 29 de octubre de 1969   | Movimiento Nacional | VI Gobierno de Francisco Franco   |          |
|        | Camilo Menéndez Tolosa           | VII Gobierno de Francisco Franco | 11 de febrero de 1964   | 29 de octubre de 1969   | Movimiento Nacional |                                   |          |
|        | Juan Castañón de Mena            |                                  | 29 de octubre de 1969   | 11 de junio de 1973     | Movimiento Nacional | VIII Gobierno de Francisco Franco |          |
|        | Francisco Coloma Gallegos        |                                  | 11 de junio de 1973     | 11 de diciembre de 1975 | Movimiento Nacional | Luis Carrero Blanco               |          |
|        | Francisco Coloma Gallegos        | Torcuato Fernández-Miranda       | 11 de junio de 1973     | 11 de diciembre de 1975 | Movimiento Nacional |                                   |          |
|        | Francisco Coloma Gallegos        | Carlos Arias Navarro             | 11 de junio de 1973     | 11 de diciembre de 1975 | Movimiento Nacional |                                   |          |
|        | Francisco Coloma Gallegos        | Carlos Arias Navarro             | 11 de junio de 1973     | 11 de diciembre de 1975 | Movimiento Nacional |                                   |          |

### Juan Carlos I
| Nombre | Nombre                         | Retrato                | Mandato                 | Mandato            | Partido político    | Gobierno             | Gobierno |
| ------ | ------------------------------ | ---------------------- | ----------------------- | ------------------ | ------------------- | -------------------- | -------- |
|        | Félix Álvarez-Arenas y Pacheco |                        | 11 de diciembre de 1975 | 4 de julio de 1977 | Movimiento Nacional | Carlos Arias Navarro |          |
|        | Félix Álvarez-Arenas y Pacheco | Adolfo Suárez González | 11 de diciembre de 1975 | 4 de julio de 1977 | Movimiento Nacional |                      |          |